# Адоратский, Степан Иванович
Стефан Иванович Адоратский (1817—1882) — протоиерей русской православной церкви и духовный писатель.

## Биография
Родился в 1817 году в Казанской губернии, происходил из духовного звания.
После окончания курса в Казанской духовной семинарии был учителем в низшем отделении Казанского уездного училища. Затем учился в Киевской духовной академии, где окончил курс кандидатом в 1843 году. 
Возвратившись на родину, служил священником при Петровской церкви. С 1848 года — священник Кафедрального собора г. Казани, в 1849 году — законоучитель Казанской фельдшерской школы гражданского ведомства, в 1869 году — протоиерей Покровской церкви на Покровской (Карла Маркса) улице.
В 1863 году издал «Собрание слов, поучений и речей с присовокуплением размышлений, изъяснений и замечаний на отдельные тексты Священного Писания и на некоторые изречения молитв церковных». Помимо этого в Казани были напечатаны: «Слово 31 декабря 1867 года» (1868); «Слово 1 октября 1876 года» («Известия по Казанской епархии», 1876); «Отчет о деятельности приходского попечительства казанской Покровской церкви за 1877 год» (1878).
Был награждён орденами Св. Анны 3-й и 2-й ст., Св. Владимира 4-й ст.
Умер в 1882 году.

## Семья
Был женат с 5 ноября 1848 года; жена — Софья Викторовна. Их дети:
- Пётр (15.09.1849—29.10.1896)
- Виктор (04.07.1853—?), учился на юридическом факультете Казанского университета; с 22.08.1877 был женат на Татьяне Ивановне, у них родился сын Владимир
- Надежда (19.01.1860—?)
- Вера (26.06.1862—?).

Род был внесён в 3-ю часть дворянской родословной книги Казанской губернии по определению Казанского дворянского депутатского собрания от 23.11.1877 и утверждён указом Герольдии от 28.12.1877.